# Nationalliga A w piłce siatkowej mężczyzn (2024/2025)
Nationalliga A w piłce siatkowej mężczyzn 2024/2025 − 69. sezon mistrzostw Szwajcarii w piłce siatkowej zorganizowany przez stowarzyszenie Swiss Volley. Rozpoczął się 28 września 2024 roku i trwał do 23 kwietnia 2025 roku.
W Nationallidze A w sezonie 2024/2025 uczestniczyło 9 drużyn. Do najwyższej klasy rozgrywkowej dołączyły trzy zespoły z Nationalligi B: Colombier Volley, STV St. Gallen oraz VBC Sursee. Rozgrywki składały się z fazy zasadniczej, drugiej fazy oraz fazy play-off. Faza play-off obejmowała ćwierćfinały, mecze o 5. miejsce, półfinały, mecze o 3. miejsce i finały.
Po raz szósty mistrzem Szwajcarii został Volley Amriswil, który w finałach fazy play-off pokonał Volley Schönenwerd. Trzecie miejsce zajął Volley Näfels.
VBC Sursee zdecydował, że po zakończeniu rozgrywek opuści najwyższą klasę rozgrywkową, a w sezonie 2025/2026 będzie grał w Nationallidze B.

## System rozgrywek
Nationalliga A w sezonie 2024/2025 składała się z fazy zasadniczej, drugiej fazy oraz fazy play-off.

### Faza zasadnicza
W fazie zasadniczej 9 drużyn rozegrało ze sobą po dwa spotkania systemem kołowym (mecz u siebie i rewanż na wyjeździe). Sześć najlepszych zespołów trafiło w drugiej fazie do grupy mistrzowskiej, pozostałe natomiast – do grupy klasyfikacyjnej.

### Druga faza
W drugiej fazie drużyny podzielone zostały na dwie grupy. W grupie mistrzowskiej znalazły się te, które w fazie zasadniczej zajęły miejsca 1-6, natomiast w grupie klasyfikacyjnej – pozostałe. Do tabel obu grup wliczone zostały wszystkie punkty zdobyte przez poszczególne drużyny w fazie zasadniczej. W grupie mistrzowskiej zespoły rozegrały ze sobą po jednym meczu zgodnie z poniższym schematem. Dwa najlepsze zespoły bezpośrednio awansowały do półfinałów fazy play-off, pozostałe natomiast grały w ćwierćfinałach.
| Kolejka    | Mecz 1 | Mecz 2 | Mecz 3 |
| ---------- | ------ | ------ | ------ |
| 1. kolejka | 1 – 4  | 5 – 6  | 2 – 3  |
| 2. kolejka | 3 – 1  | 4 – 5  | 6 – 2  |
| 3. kolejka | 1 – 5  | 3 – 6  | 4 – 2  |
| 4. kolejka | 5 – 3  | 2 – 1  | 6 – 4  |
| 5. kolejka | 1 – 6  | 2 – 5  | 3 – 4  |

W grupie klasyfikacyjnej zespoły rozegrały ze sobą po trzy mecze zgodnie z poniższym schematem. Po rozegraniu wszystkich spotkań zostały sklasyfikowane odpowiednio na miejscach 7-9 zgodnie z miejscem w tabeli.
| Mecze | Mecze | Mecze | Mecze | Mecze | Mecze | Mecze | Mecze | Mecze |
| ----- | ----- | ----- | ----- | ----- | ----- | ----- | ----- | ----- |
| 7 – 9 | 8 – 7 | 9 – 8 | 9 – 7 | 7 – 8 | 8 – 9 | 7 – 9 | 8 – 7 | 9 – 8 |

### Faza play-off
Faza play-off składała się z ćwierćfinałów, meczów o 5. miejsce, półfinałów, meczów o 3. miejsce i finałów.
Pary ćwierćfinałowe powstały na podstawie miejsc zajętych przez poszczególne drużyny w drugiej fazie według klucza:
- para 1: 3 – 6;
- para 2: 4 – 5.

Rywalizacja w parach toczyła się w formule dwumeczów. O awansie decydowała liczba zdobytych punktów meczowych. Za zwycięstwo 3:0 lub 3:1 drużyna otrzymywała 3 punkty, za zwycięstwo 3:2 – 2 punkty, za porażkę 2:3 – 1 punkt, natomiast za porażkę 1:3 lub 0:3 – 0 punktów. Jeżeli po rozegraniu dwumeczu obie drużyny miały taką samą liczbę punktów, rozgrywany był tzw. złoty set grany do 15 punktów z dwoma punktami przewagi jednej z drużyn. Gospodarzem pierwszego meczu w parze był zespół niżej rozstawiony. Zwycięzcy w parach awansowali do półfinałów, przegrani natomiast grali o 5. miejsce.
O 5. miejsce drużyny grały do dwóch zwycięstw. Gospodarzem pierwszego meczu w parze był zespół niżej rozstawiony, a drugiego i potencjalnie trzeciego – wyżej rozstawiony.
Pary półfinałowe powstały na podstawie miejsc z drugiej fazy, tj. pierwszą parę utworzyły drużyna, która w drugiej fazie zajęła najwyższe miejsce spośród drużyn uczestniczących w półfinałach oraz ta, która zajęła najniższe miejsce, drugą parę – dwa pozostałe zespoły. Zwycięzcy w parach półfinałowych awansowali do finałów fazy play-off i grali o mistrzostwo Szwajcarii, natomiast przegrani rywalizowali o 3. miejsce.
W półfinałach i finałach zespoły grały w serii do trzech zwycięstw ze zmianą gospodarza po każdym meczu. Gospodarzem pierwszego spotkania była drużyna wyżej rozstawiona.
O 3. miejsce zespoły grały do dwóch zwycięstw ze zmianą gospodarza po każdym meczu. Gospodarzem pierwszego spotkania była drużyna wyżej rozstawiona.

### Kryteria ustalenia pozycji w tabeli
O kolejności w tabeli decydowały następujące kryteria:
1. liczba punktów (3:0 i 3:1 – 3 punkty dla zwycięzcy, 0 punktów dla przegranego; 3:2 – 2 punkty dla zwycięzcy, 1 punkt dla przegranego),
2. liczba zwycięstw,
3. stosunek setów wygranych do przegranych,
4. stosunek małych punktów zdobytych do straconych,
5. bilans w meczach bezpośrednich według powyższych kryteriów,
6. losowanie.

## Drużyny uczestniczące
W Nationallidze A w sezonie 2024/2025 uczestniczyło 9 drużyn. Po zakończeniu sezonu 2023/2024 ze względów finansowych z rozgrywek wycofał się klub Concordia Volley Luzern. Do najwyższej klasy rozgrywkowej dołączyły trzy kluby z Nationalligi B: Colombier Volley, STV St. Gallen oraz VBC Sursee.
| Nationalliga A 2024/2025                                                              | Nationalliga A 2024/2025 |                                |
| ------------------------------------------------------------------------------------- | ------------------------ | ------------------------------ |
| Volley Schönenwerd                                                                    | 1                        | el. Ligi Mistrzów • Puchar CEV |
| Volley Amriswil                                                                       | 2                        | Puchar CEV                     |
| Lausanne UC                                                                           | 3                        | Puchar CEV                     |
| Volley Näfels                                                                         | 5                        | Puchar Challenge               |
| Chênois Genève Volleyball                                                             | 6                        | Puchar Challenge               |
| TSV Jona Volleyball                                                                   | 7                        |                                |
| Awans z Nationalligi B                                                                |                          |                                |
| Colombier Volley                                                                      | 1                        |                                |
| STV St. Gallen                                                                        | 2                        |                                |
| VBC Sursee                                                                            | 5                        |                                |
| Oznaczenia: - kolumna druga – miejsce zajęte przez daną drużynę w poprzednim sezonie. |                          |                                |

## Hale sportowe
| Drużyna                   | Hala sportowa                                   | Miejscowość     | *     |
| ------------------------- | ----------------------------------------------- | --------------- | ----- |
| Chênois Genève Volleyball | Centre Sportif Sous-Moulin                      | Thônex          |       |
| Colombier Volley          | Centre scolaire des Mûriers                     | Colombier       |       |
| Lausanne UC               | Centre sportif universitaire de Dorigny – SOS 2 | Lozanna         |       |
| STV St. Gallen            | Alte Turnhalle Kreuzbleiche (grössere)          | St. Gallen      |       |
| TSV Jona Volleyball       | Sporthalle Grünfeld                             | Rapperswil-Jona |       |
| VBC Sursee                | Sporthalle Kottenmatte                          | Sursee          | [ a ] |
| VBC Sursee                | Sporthalle (Schulhausstrasse)                   | Schenkon        | [ a ] |
| Volley Amriswil           | Sporthalle Tellenfeld B                         | Amriswil        |       |
| Volley Näfels             | Lintharena – Linthhalle                         | Näfels          | [ b ] |
| Volley Näfels             | Kantonsschule Glarus                            | Glarus          | [ b ] |
| Volley Schönenwerd        | Betoncoupe Arena                                | Schönenwerd     |       |
| Źródło:                   |                                                 |                 |       |

| Volley NäfelsVolley AmriswilVolley SchönenwerdChênois Genève VolleyballLausanne UCTSV Jona VolleyballColombier VolleySTV St. GallenVBC Sursee Lokalizacja głównych obiektów sportowych |

## Trenerzy
| Drużyna                   | Trener                  | Asystent trenera     | *             |
| ------------------------- | ----------------------- | -------------------- | ------------- |
| Chênois Genève Volleyball | Carlos Carreño          | Fahed El Bahri       | [ 11 ] [ 12 ] |
| Colombier Volley          | Matteo Cacchiarelli     | Romain de Coulon     | [ 13 ] [ 14 ] |
| Lausanne UC               | Lorenzo Gallesio        | —                    | [ 15 ] [ 16 ] |
| STV St. Gallen            | Lucas Zürcher           | Christin Schnabel    | [ 17 ] [ 18 ] |
| TSV Jona Volleyball       | Johan Verstappen        | Nico Beeler          | [ 19 ] [ 20 ] |
| VBC Sursee                | Martin Flückiger (p.o.) | —                    | [ 21 ]        |
| Volley Amriswil           | Juan Manuel Serramalera | Paolo Falabella      | [ 22 ] [ 23 ] |
| Volley Näfels             | Ignacio Verdi           | Álvaro Jurado Moreno | [ 24 ] [ 25 ] |
| Volley Schönenwerd        | Patryk Gosztyła         | —                    | [ 26 ]        |

### Zmiany trenerów
| Klub                      | Były trener             | Data odejścia           | Nowy trener             | Data przyjścia          | *            |
| ------------------------- | ----------------------- | ----------------------- | ----------------------- | ----------------------- | ------------ |
| Przed sezonem             |                         |                         |                         |                         |              |
| Chênois Genève Volleyball | Marco Camperi           | koniec sezonu 2023/2024 | Carlos Carreño          | przed sezonem 2024/2025 | [ 27 ]       |
| Colombier Volley          | Alex Pruñonosa          | koniec sezonu 2023/2024 | Matteo Cacchiarelli     | przed sezonem 2024/2025 | [ 28 ]       |
| TSV Jona Volleyball       | Dalibor Polák           | koniec sezonu 2023/2024 | Johan Verstappen        | przed sezonem 2024/2025 | [ 29 ]       |
| VBC Sursee                | Łukasz Motyka           | koniec sezonu 2023/2024 | Romeu Beltramelli Filho | przed sezonem 2024/2025 | [ 30 ]       |
| Volley Näfels             | Matjaž Hafner           | koniec sezonu 2023/2024 | Ignacio Verdi           | przed sezonem 2024/2025 | [ 31 ]       |
| W trakcie sezonu          |                         |                         |                         |                         |              |
| Lausanne UC               | Marco Fölmli            | 28.01.2025              | Lorenzo Gallesio        | 28.01.2025              | [ 32 ] [ c ] |
| VBC Sursee                | Romeu Beltramelli Filho | 11.02.2025              | Martin Flückiger (p.o.) | 11.02.2025              | [ 33 ] [ d ] |
| Volley Schönenwerd        | Adriatik Kajtazi        | 29.01.2025              | Patryk Gosztyła         | 29.01.2025              | [ 34 ] [ e ] |

## Faza zasadnicza

### Tabela wyników
| Gospodarz \ Gość1         | SCH | AMR | LAU | NÄF | CHÊ | JON | COL | GAL | SUR |
| ------------------------- | --- | --- | --- | --- | --- | --- | --- | --- | --- |
| Volley Schönenwerd        | -   | 3:2 | 3:0 | 3:1 | 3:2 | 3:0 | 3:0 | 3:0 | 3:1 |
| Volley Amriswil           | 3:1 | -   | 3:1 | 3:1 | 3:1 | 3:0 | 3:0 | 3:0 | 3:0 |
| Lausanne UC               | 1:3 | 0:3 | -   | 0:3 | 3:0 | 3:2 | 3:2 | 3:1 | 3:0 |
| Volley Näfels             | 0:3 | 1:3 | 3:1 | -   | 1:3 | 3:0 | 3:2 | 3:0 | 3:0 |
| Chênois Genève Volleyball | 0:3 | 0:3 | 0:3 | 3:1 | -   | 3:0 | 3:0 | 3:0 | 3:0 |
| TSV Jona Volleyball       | 0:3 | 0:3 | 0:3 | 2:3 | 2:3 | -   | 3:0 | 3:2 | 3:0 |
| Colombier Volley          | 1:3 | 0:3 | 3:1 | 1:3 | 0:3 | 3:1 | -   | 1:3 | 3:1 |
| STV St. Gallen            | 0:3 | 0:3 | 1:3 | 0:3 | 2:3 | 0:3 | 1:3 | -   | 3:0 |
| VBC Sursee                | 1:3 | 0:3 | 0:3 | 0:3 | 0:3 | 0:3 | 2:3 | 1:3 | -   |

Źródło: 
1 Drużyna gospodarzy jest wymieniona po lewej stronie tabeli.
Kolory:
  zwycięstwo gospodarzy 3:0 lub 3:1
  zwycięstwo gospodarzy 3:2
  zwycięstwo gości 3:0 lub 3:1
  zwycięstwo gości 3:2

### Terminarz i wyniki spotkań
| WYNIKI SPOTKAŃ | WYNIKI SPOTKAŃ | WYNIKI SPOTKAŃ            | WYNIKI SPOTKAŃ                          | WYNIKI SPOTKAŃ            | WYNIKI SPOTKAŃ              | WYNIKI SPOTKAŃ |
| Data | Godz.          | Gospodarz                 | Rezultat                                | Gość                      | Hala sportowa               | *              |
| --- | -------------- | ------------------------- | --------------------------------------- | ------------------------- | --------------------------- | -------------- |
| 1. KOLEJKA |                |                           |                                         |                           |                             |                |
| 28.09.2024 | 17:30          | Lausanne UC               | 3:2 (23:25, 16:25, 25:16, 25:18, 15:10) | TSV Jona Volleyball       | Centre sportif de Dorigny   | [ 36 ]         |
| 28.09.2024 | 17:30          | Volley Schönenwerd        | 3:0 (25:16, 25:17, 25:14)               | Colombier Volley          | Betoncoupe Arena            | [ 37 ]         |
| 28.09.2024 | 16:00          | STV St. Gallen            | 0:3 (21:25, 19:25, 16:25)               | Volley Amriswil           | Alte Turnhalle Kreuzbleiche | [ 38 ]         |
| 28.09.2024 | 13:00          | VBC Sursee                | 0:3 (18:25, 20:25, 17:25)               | Volley Näfels             | Sporthalle Kottenmatte      | [ 39 ]         |
| 2. KOLEJKA |                |                           |                                         |                           |                             |                |
| 5.10.2024 | 17:30          | Chênois Genève Volleyball | 0:3 (21:25, 16:25, 27:29)               | Lausanne UC               | Centre Sportif Sous-Moulin  | [ 40 ]         |
| 6.10.2024 | 18:00          | TSV Jona Volleyball       | 0:3 (12:25, 19:25, 16:25)               | Volley Schönenwerd        | Sporthalle Grünfeld         | [ 41 ]         |
| 5.10.2024 | 17:00          | Volley Amriswil           | 3:0 (25:12, 25:19, 25:16)               | VBC Sursee                | Sporthalle Tellenfeld B     | [ 42 ]         |
| 5.10.2024 | 17:30          | Colombier Volley          | 1:3 (25:22, 21:25, 14:25, 21:25)        | STV St. Gallen            | Centre scolaire des Mûriers | [ 43 ]         |
| 3. KOLEJKA |                |                           |                                         |                           |                             |                |
| 12.10.2024 | 17:30          | Lausanne UC               | 0:3 (17:25, 19:25, 22:25)               | Volley Amriswil           | Centre sportif de Dorigny   | [ 44 ]         |
| 12.10.2024 | 17:30          | Colombier Volley          | 0:3 (21:25, 21:25, 21:25)               | Chênois Genève Volleyball | Centre scolaire des Mûriers | [ 45 ]         |
| 12.10.2024 | 17:30          | Volley Schönenwerd        | 3:1 (25:21, 21:25, 25:19, 25:13)        | Volley Näfels             | Betoncoupe Arena            | [ 46 ]         |
| 13.10.2024 | 13:00          | VBC Sursee                | 0:3 (16:25, 16:25, 11:25)               | TSV Jona Volleyball       | Sporthalle Kottenmatte      | [ 47 ]         |
| 4. KOLEJKA |                |                           |                                         |                           |                             |                |
| 20.10.2024 | 17:00          | Volley Näfels             | 3:1 (21:25, 25:20, 25:16, 25:20)        | Lausanne UC               | Linthhalle                  | [ 48 ]         |
| 20.10.2024 | 16:00          | Volley Amriswil           | 3:0 (25:16, 25:18, 25:20)               | TSV Jona Volleyball       | Sporthalle Tellenfeld B     | [ 49 ]         |
| 20.10.2024 | 17:30          | Chênois Genève Volleyball | 3:0 (25:23, 25:18, 25:20)               | STV St. Gallen            | Centre Sportif Sous-Moulin  | [ 50 ]         |
| 20.10.2024 | 15:00          | VBC Sursee                | 1:3 (25:19, 17:25, 13:25, 18:25)        | Volley Schönenwerd        | Sporthalle (Schenkon)       | [ 51 ]         |
| 5. KOLEJKA |                |                           |                                         |                           |                             |                |
| 26.10.2024 | 17:30          | Volley Schönenwerd        | 3:2 (20:25, 25:22, 23:25, 25:23, 15:6)  | Volley Amriswil           | Betoncoupe Arena            | [ 52 ]         |
| 26.10.2024 | 18:00          | TSV Jona Volleyball       | 2:3 (19:25, 26:24, 20:25, 26:24, 16:18) | Chênois Genève Volleyball | Sporthalle Grünfeld         | [ 53 ]         |
| 26.10.2024 | 18:00          | STV St. Gallen            | 0:3 (22:25, 17:25, 20:25)               | Volley Näfels             | Alte Turnhalle Kreuzbleiche | [ 54 ]         |
| 25.10.2024 | 20:00          | Colombier Volley          | 3:1 (23:25, 25:21, 25:18, 25:15)        | VBC Sursee                | Centre scolaire des Mûriers | [ 55 ]         |
| 6. KOLEJKA |                |                           |                                         |                           |                             |                |
| 27.10.2024 | 15:30          | Lausanne UC               | 3:1 (25:18, 25:12, 23:25, 25:23)        | STV St. Gallen            | Centre sportif de Dorigny   | [ 56 ]         |
| 27.10.2024 | 17:00          | Volley Näfels             | 3:0 (25:20, 25:17, 26:24)               | TSV Jona Volleyball       | Linthhalle                  | [ 57 ]         |
| 27.10.2024 | 16:00          | Volley Amriswil           | 3:0 (25:12, 25:18, 25:13)               | Colombier Volley          | Sporthalle Tellenfeld B     | [ 58 ]         |
| 27.10.2024 | 18:00          | VBC Sursee                | 0:3 (15:25, 20:25, 24:26)               | Chênois Genève Volleyball | Sporthalle Kottenmatte      | [ 59 ]         |
| 7. KOLEJKA |                |                           |                                         |                           |                             |                |
| 2.11.2024 | 17:30          | Volley Schönenwerd        | 3:0 (25:19, 25:22, 25:20)               | Lausanne UC               | Betoncoupe Arena            | [ 60 ]         |
| 2.11.2024 | 18:00          | TSV Jona Volleyball       | 3:2 (23:25, 25:18, 25:15, 21:25, 15:5)  | STV St. Gallen            | Sporthalle Grünfeld         | [ 61 ]         |
| 2.11.2024 | 17:30          | Colombier Volley          | 1:3 (9:25, 25:23, 15:25, 19:25)         | Volley Näfels             | Centre scolaire des Mûriers | [ 62 ]         |
| 2.11.2024 | 17:30          | Chênois Genève Volleyball | 0:3 (25:27, 22:25, 16:25)               | Volley Amriswil           | Centre Sportif Sous-Moulin  | [ 63 ]         |
| 8. KOLEJKA |                |                           |                                         |                           |                             |                |
| 9.11.2024 | 18:00          | Lausanne UC               | 3:2 (25:17, 27:25, 22:25, 23:25, 15:10) | Colombier Volley          | Centre sportif de Dorigny   | [ 64 ]         |
| 9.11.2024 | 17:00          | Volley Amriswil           | 3:1 (25:17, 24:26, 25:17, 25:20)        | Volley Näfels             | Sporthalle Tellenfeld B     | [ 65 ]         |
| 9.11.2024 | 18:00          | STV St. Gallen            | 3:0 (26:24, 25:23, 25:21)               | VBC Sursee                | Alte Turnhalle Kreuzbleiche | [ 66 ]         |
| 9.11.2024 | 17:30          | Chênois Genève Volleyball | 0:3 (19:25, 16:25, 21:25)               | Volley Schönenwerd        | Centre Sportif Sous-Moulin  | [ 67 ]         |
| 9. KOLEJKA |                |                           |                                         |                           |                             |                |
| 16.11.2024 | 17:30          | Colombier Volley          | 3:1 (26:24, 21:25, 25:16, 25:18)        | TSV Jona Volleyball       | Centre scolaire des Mûriers | [ 68 ]         |
| 16.11.2024 | 17:30          | Volley Schönenwerd        | 3:0 (25:20, 25:20, 25:17)               | STV St. Gallen            | Betoncoupe Arena            | [ 69 ]         |
| 17.11.2024 | 17:00          | VBC Sursee                | 0:3 (23:25, 22:25, 18:25)               | Lausanne UC               | Sporthalle Kottenmatte      | [ 70 ]         |
| 16.11.2024 | 17:00          | Volley Näfels             | 1:3 (20:25, 25:14, 21:25, 20:25)        | Chênois Genève Volleyball | Linthhalle                  | [ 71 ]         |
| 10. KOLEJKA |                |                           |                                         |                           |                             |                |
| 24.11.2024 | 18:00          | TSV Jona Volleyball       | 0:3 (18:25, 19:25, 19:25)               | Lausanne UC               | Sporthalle Grünfeld         | [ 72 ]         |
| 23.11.2024 | 17:30          | Colombier Volley          | 1:3 (11:25, 25:20, 14:25, 21:25)        | Volley Schönenwerd        | Centre scolaire des Mûriers | [ 73 ]         |
| 23.11.2024 | 17:00          | Volley Amriswil           | 3:0 (25:14, 25:15, 27:25)               | STV St. Gallen            | Sporthalle Tellenfeld B     | [ 74 ]         |
| 23.11.2024 | 17:00          | Volley Näfels             | 3:0 (25:20, 25:14, 25:18)               | VBC Sursee                | Linthhalle                  | [ 75 ]         |
| 11. KOLEJKA |                |                           |                                         |                           |                             |                |
| 30.11.2024 | 17:30          | Lausanne UC               | 3:0 (25:14, 25:22, 25:22)               | Chênois Genève Volleyball | Centre sportif de Dorigny   | [ 76 ]         |
| 30.11.2024 | 17:30          | Volley Schönenwerd        | 3:0 (25:17, 25:15, 25:23)               | TSV Jona Volleyball       | Betoncoupe Arena            | [ 77 ]         |
| 30.11.2024 | 13:00          | VBC Sursee                | 0:3 (16:25, 20:25, 18:25)               | Volley Amriswil           | Sporthalle Kottenmatte      | [ 78 ]         |
| 30.11.2024 | 18:00          | STV St. Gallen            | 1:3 (22:25, 22:25, 25:12, 18:25)        | Colombier Volley          | Alte Turnhalle Kreuzbleiche | [ 79 ]         |
| 12. KOLEJKA |                |                           |                                         |                           |                             |                |
| 7.12.2024 | 17:00          | Volley Amriswil           | 3:1 (25:20, 25:14, 22:25, 25:8)         | Lausanne UC               | Sporthalle Tellenfeld B     | [ 80 ]         |
| 7.12.2024 | 17:30          | Chênois Genève Volleyball | 3:0 (25:21, 25:18, 25:20)               | Colombier Volley          | Centre Sportif Sous-Moulin  | [ 81 ]         |
| 7.12.2024 | 17:00          | Volley Näfels             | 0:3 (16:25, 18:25, 23:25)               | Volley Schönenwerd        | Linthhalle                  | [ 82 ]         |
| 8.12.2024 | 18:00          | TSV Jona Volleyball       | 3:0 (25:21, 25:16, 25:21)               | VBC Sursee                | Sporthalle Grünfeld         | [ 83 ]         |
| 13. KOLEJKA |                |                           |                                         |                           |                             |                |
| 14.12.2024 | 18:00          | Lausanne UC               | 0:3 (17:25, 23:25, 17:25)               | Volley Näfels             | Centre sportif de Dorigny   | [ 84 ]         |
| 13.12.2024 | 20:00          | TSV Jona Volleyball       | 0:3 (19:25, 17:25, 21:25)               | Volley Amriswil           | Sporthalle Grünfeld         | [ 85 ]         |
| 14.12.2024 | 18:00          | STV St. Gallen            | 2:3 (18:25, 21:25, 25:19, 25:23, 9:15)  | Chênois Genève Volleyball | Alte Turnhalle Kreuzbleiche | [ 86 ]         |
| 14.12.2024 | 17:30          | Volley Schönenwerd        | 3:1 (25:15, 25:14, 28:30, 25:22)        | VBC Sursee                | Betoncoupe Arena            | [ 87 ]         |
| 14. KOLEJKA |                |                           |                                         |                           |                             |                |
| 15.12.2024 | 16:00          | Volley Amriswil           | 3:1 (23:25, 25:17, 25:20, 25:20)        | Volley Schönenwerd        | Sporthalle Tellenfeld B     | [ 88 ]         |
| 15.12.2024 | 17:30          | Chênois Genève Volleyball | 3:0 (30:28, 25:23, 25:22)               | TSV Jona Volleyball       | Centre Sportif Sous-Moulin  | [ 89 ]         |
| 15.12.2024 | 17:00          | Volley Näfels             | 3:0 (25:17, 25:17, 25:15)               | STV St. Gallen            | Linthhalle                  | [ 90 ]         |
| 15.12.2024 | 15:30          | VBC Sursee                | 2:3 (22:25, 25:16, 25:22, 15:25, 13:15) | Colombier Volley          | Sporthalle Kottenmatte      | [ 91 ]         |
| 15. KOLEJKA |                |                           |                                         |                           |                             |                |
| 21.12.2024 | 17:00          | STV St. Gallen            | 1:3 (15:25, 25:20, 16:25, 18:25)        | Lausanne UC               | Alte Turnhalle Kreuzbleiche | [ 92 ]         |
| 21.12.2024 | 18:00          | TSV Jona Volleyball       | 2:3 (25:17, 20:25, 25:19, 21:25, 14:16) | Volley Näfels             | Sporthalle Grünfeld         | [ 93 ]         |
| 21.12.2024 | 17:30          | Colombier Volley          | 0:3 (15:25, 20:25, 15:25)               | Volley Amriswil           | Centre scolaire des Mûriers | [ 94 ]         |
| 21.12.2024 | 17:30          | Chênois Genève Volleyball | 3:0 (25:11, 25:15, 25:17)               | VBC Sursee                | Centre Sportif Sous-Moulin  | [ 95 ]         |
| 16. KOLEJKA |                |                           |                                         |                           |                             |                |
| 4.01.2025 | 17:30          | Lausanne UC               | 1:3 (22:25, 25:16, 18:25, 24:26)        | Volley Schönenwerd        | Centre sportif de Dorigny   | [ 96 ]         |
| 4.01.2025 | 16:00          | STV St. Gallen            | 0:3 (13:25, 22:25, 20:25)               | TSV Jona Volleyball       | Alte Turnhalle Kreuzbleiche | [ 97 ]         |
| 4.01.2025 | 17:00          | Volley Näfels             | 3:2 (25:20, 19:25, 25:18, 23:25, 15:10) | Colombier Volley          | Linthhalle                  | [ 98 ]         |
| 4.01.2025 | 17:00          | Volley Amriswil           | 3:1 (25:13, 24:26, 25:20, 25:19)        | Chênois Genève Volleyball | Sporthalle Tellenfeld B     | [ 99 ]         |
| 17. KOLEJKA |                |                           |                                         |                           |                             |                |
| 11.01.2025 | 17:30          | Colombier Volley          | 3:1 (25:19, 25:19, 21:25, 25:18)        | Lausanne UC               | Centre scolaire des Mûriers | [ 100 ]        |
| 10.01.2025 | 19:00          | Volley Näfels             | 1:3 (24:26, 25:18, 21:25, 13:25)        | Volley Amriswil           | Linthhalle                  | [ 101 ]        |
| 11.01.2025 | 19:00          | VBC Sursee                | 1:3 (16:25, 25:21, 14:25, 20:25)        | STV St. Gallen            | Sporthalle Kottenmatte      | [ 102 ]        |
| 11.01.2025 | 17:30          | Volley Schönenwerd        | 3:2 (24:26, 25:22, 23:25, 25:16, 15:8)  | Chênois Genève Volleyball | Betoncoupe Arena            | [ 103 ]        |
| 18. KOLEJKA |                |                           |                                         |                           |                             |                |
| 15.01.2025 | 19:30          | TSV Jona Volleyball       | 3:0 (25:23, 25:11, 25:13)               | Colombier Volley          | Sporthalle Grünfeld         | [ 104 ]        |
| 15.01.2025 | 19:30          | STV St. Gallen            | 0:3 (17:25, 15:25, 20:25)               | Volley Schönenwerd        | Alte Turnhalle Kreuzbleiche | [ 105 ]        |
| 15.01.2025 | 19:30          | Lausanne UC               | 3:0 (25:18, 25:17, 25:18)               | VBC Sursee                | Centre sportif de Dorigny   | [ 106 ]        |
| 15.01.2025 | 19:30          | Chênois Genève Volleyball | 3:1 (25:15, 25:19, 20:25, 25:18)        | Volley Näfels             | Centre Sportif Sous-Moulin  | [ 107 ]        |
| Godziny do 27 października 2024 roku podane są według strefy czasowej UTC+2, a od 27 października 2024 roku według strefy czasowej UTC+1. Źródło: |                |                           |                                         |                           |                             |                |

### Tabela
| Lp.                                                                       | Drużyna                   | Pkt | Mecze | Mecze | Mecze | Rodzaj wyniku | Rodzaj wyniku | Rodzaj wyniku | Rodzaj wyniku | Rodzaj wyniku | Rodzaj wyniku | Sety | Sety | Sety  | Małe punkty | Małe punkty | Małe punkty |
| Lp.                                                                       | Drużyna                   | Pkt | M     | W     | P     | 3:0           | 3:1           | 3:2           | 2:3           | 1:3           | 0:3           | wyg. | prz. | stos. | zdob.       | str.        | stos.       |
| ------------------------------------------------------------------------- | ------------------------- | --- | ----- | ----- | ----- | ------------- | ------------- | ------------- | ------------- | ------------- | ------------- | ---- | ---- | ----- | ----------- | ----------- | ----------- |
| 1                                                                         | Volley Amriswil           | 46  | 16    | 15    | 1     | 10            | 5             | 0             | 1             | 0             | 0             | 47   | 8    | 5.88  | 1342        | 1034        | 1.3         |
| 2                                                                         | Volley Schönenwerd        | 43  | 16    | 15    | 1     | 8             | 5             | 2             | 0             | 1             | 0             | 46   | 12   | 3.83  | 1382        | 1120        | 1.23        |
| 3                                                                         | Chênois Genève Volleyball | 29  | 16    | 10    | 6     | 6             | 2             | 2             | 1             | 1             | 4             | 33   | 24   | 1.38  | 1279        | 1243        | 1.03        |
| 4                                                                         | Volley Näfels             | 28  | 16    | 10    | 6     | 6             | 2             | 2             | 0             | 5             | 1             | 35   | 24   | 1.46  | 1315        | 1233        | 1.07        |
| 5                                                                         | Lausanne UC               | 25  | 16    | 9     | 7     | 5             | 2             | 2             | 0             | 4             | 3             | 31   | 27   | 1.15  | 1282        | 1248        | 1.03        |
| 6                                                                         | TSV Jona Volleyball       | 17  | 16    | 5     | 11    | 4             | 0             | 1             | 3             | 1             | 7             | 22   | 35   | 0.63  | 1201        | 1241        | 0.97        |
| 7                                                                         | Colombier Volley          | 16  | 16    | 5     | 11    | 0             | 4             | 1             | 2             | 3             | 6             | 22   | 39   | 0.56  | 1210        | 1389        | 0.87        |
| 8                                                                         | STV St. Gallen            | 11  | 16    | 3     | 13    | 1             | 2             | 0             | 2             | 3             | 8             | 16   | 41   | 0.39  | 1137        | 1322        | 0.86        |
| 9                                                                         | VBC Sursee                | 1   | 16    | 0     | 16    | 0             | 0             | 0             | 1             | 4             | 11            | 6    | 48   | 0.13  | 1003        | 1321        | 0.76        |
| Legenda: druga faza – grupa mistrzowska druga faza – grupa klasyfikacyjna |                           |     |       |       |       |               |               |               |               |               |               |      |      |       |             |             |             |

Źródło: 
Punktacja: 3:0 i 3:1 – 3 pkt; 3:2 – 2 pkt; 2:3 – 1 pkt; 1:3 i 0:3 – 0 pkt
Zasady ustalania kolejności: zob. sekcję powyżej

## Druga faza

### Grupa mistrzowska

#### Tabela wyników
| Gospodarz \ Gość1         | AMR | SCH | CHÊ | NÄF | LAU | JON |
| ------------------------- | --- | --- | --- | --- | --- | --- |
| Volley Amriswil           | -   | -   | -   | 3:0 | 3:0 | 3:0 |
| Volley Schönenwerd        | 3:1 | -   | 2:3 | -   | 3:1 | -   |
| Chênois Genève Volleyball | 0:3 | -   | -   | 3:1 | -   | 3:1 |
| Volley Näfels             | -   | 2:3 | -   | -   | 3:0 | -   |
| Lausanne UC               | -   | -   | 1:3 | -   | -   | 3:1 |
| TSV Jona Volleyball       | -   | 0:3 | -   | 2:3 | -   | -   |

Źródło: 
1 Drużyna gospodarzy jest wymieniona po lewej stronie tabeli.
Kolory:
  zwycięstwo gospodarzy 3:0 lub 3:1
  zwycięstwo gospodarzy 3:2
  zwycięstwo gości 3:0 lub 3:1
  zwycięstwo gości 3:2

#### Terminarz i wyniki spotkań
| Data                                          | Godz. | Gospodarz                 | Rezultat                                | Gość                      | Hala sportowa              | *       |
| --------------------------------------------- | ----- | ------------------------- | --------------------------------------- | ------------------------- | -------------------------- | ------- |
| 1. KOLEJKA                                    |       |                           |                                         |                           |                            |         |
| 25.01.2025                                    | 17:00 | Volley Amriswil           | 3:0 (25:18, 27:25, 25:21)               | Volley Näfels             | Sporthalle Tellenfeld B    | [ 109 ] |
| 25.01.2025                                    | 19:00 | Lausanne UC               | 3:1 (23:25, 26:24, 25:23, 26:24)        | TSV Jona Volleyball       | Centre sportif de Dorigny  | [ 110 ] |
| 25.01.2025                                    | 17:30 | Volley Schönenwerd        | 2:3 (22:25, 23:25, 25:19, 26:24, 19:21) | Chênois Genève Volleyball | Betoncoupe Arena           | [ 111 ] |
| 2. KOLEJKA                                    |       |                           |                                         |                           |                            |         |
| 5.02.2025                                     | 20:00 | Chênois Genève Volleyball | 0:3 (23:25, 20:25, 16:25)               | Volley Amriswil           | Centre Sportif Sous-Moulin | [ 112 ] |
| 29.01.2025                                    | 19:30 | Volley Näfels             | 3:0 (25:21, 25:22, 25:17)               | Lausanne UC               | Linthhalle                 | [ 113 ] |
| 30.01.2025                                    | 19:30 | TSV Jona Volleyball       | 0:3 (23:25, 21:25, 21:25)               | Volley Schönenwerd        | Sporthalle Grünfeld        | [ 114 ] |
| 3. KOLEJKA                                    |       |                           |                                         |                           |                            |         |
| 9.02.2025                                     | 17:00 | Volley Amriswil           | 3:0 (25:18, 25:16, 25:21)               | Lausanne UC               | Sporthalle Tellenfeld B    | [ 115 ] |
| 9.02.2025                                     | 17:30 | Chênois Genève Volleyball | 3:1 (22:25, 25:20, 25:20, 25:22)        | TSV Jona Volleyball       | Centre Sportif Sous-Moulin | [ 116 ] |
| 9.02.2025                                     | 14:00 | Volley Näfels             | 2:3 (20:25, 23:25, 25:21, 25:22, 13:15) | Volley Schönenwerd        | Kantonsschule Glarus       | [ 117 ] |
| 4. KOLEJKA                                    |       |                           |                                         |                           |                            |         |
| 12.02.2025                                    | 19:30 | Lausanne UC               | 1:3 (23:25, 25:19, 23:25, 20:25)        | Chênois Genève Volleyball | Centre sportif de Dorigny  | [ 118 ] |
| 12.02.2025                                    | 19:30 | Volley Schönenwerd        | 3:1 (21:25, 25:18, 25:23, 25:18)        | Volley Amriswil           | Betoncoupe Arena           | [ 119 ] |
| 13.02.2025                                    | 19:30 | TSV Jona Volleyball       | 2:3 (21:25, 31:29, 25:19, 20:25, 12:15) | Volley Näfels             | Sporthalle Grünfeld        | [ 120 ] |
| 5. KOLEJKA                                    |       |                           |                                         |                           |                            |         |
| 22.02.2025                                    | 17:00 | Volley Amriswil           | 3:0 (25:22, 25:12, 27:25)               | TSV Jona Volleyball       | Sporthalle Tellenfeld B    | [ 121 ] |
| 22.02.2025                                    | 17:30 | Volley Schönenwerd        | 3:1 (22:25, 25:20, 25:9, 25:18)         | Lausanne UC               | Betoncoupe Arena           | [ 122 ] |
| 22.02.2025                                    | 17:30 | Chênois Genève Volleyball | 3:1 (23:25, 25:21, 29:27, 25:21)        | Volley Näfels             | Centre Sportif Sous-Moulin | [ 123 ] |
| Godziny według strefy czasowej UTC+1. Źródło: |       |                           |                                         |                           |                            |         |

#### Tabela
| Lp.                                                             | Drużyna                   | Pkt | Mecze | Mecze | Mecze | Rodzaj wyniku | Rodzaj wyniku | Rodzaj wyniku | Rodzaj wyniku | Rodzaj wyniku | Rodzaj wyniku | Sety | Sety | Sety  | Małe punkty | Małe punkty | Małe punkty |
| Lp.                                                             | Drużyna                   | Pkt | M     | W     | P     | 3:0           | 3:1           | 3:2           | 2:3           | 1:3           | 0:3           | wyg. | prz. | stos. | zdob.       | str.        | stos.       |
| --------------------------------------------------------------- | ------------------------- | --- | ----- | ----- | ----- | ------------- | ------------- | ------------- | ------------- | ------------- | ------------- | ---- | ---- | ----- | ----------- | ----------- | ----------- |
| 1                                                               | Volley Amriswil           | 58  | 5     | 4     | 1     | 4             | 0             | 0             | 0             | 1             | 0             | 13   | 3    | 4.33  | 388         | 333         | 1.17        |
| 2                                                               | Volley Schönenwerd        | 55  | 5     | 4     | 1     | 1             | 2             | 1             | 1             | 0             | 0             | 14   | 7    | 2     | 491         | 441         | 1.11        |
| 3                                                               | Chênois Genève Volleyball | 40  | 5     | 4     | 1     | 0             | 3             | 1             | 0             | 0             | 1             | 12   | 8    | 1.5   | 466         | 462         | 1.01        |
| 4                                                               | Volley Näfels             | 34  | 5     | 2     | 3     | 1             | 0             | 1             | 1             | 1             | 1             | 9    | 11   | 0.82  | 452         | 456         | 0.99        |
| 5                                                               | Lausanne UC               | 28  | 5     | 1     | 4     | 0             | 1             | 0             | 0             | 2             | 2             | 5    | 13   | 0.38  | 378         | 437         | 0.86        |
| 6                                                               | TSV Jona Volleyball       | 18  | 5     | 0     | 5     | 0             | 0             | 0             | 1             | 2             | 2             | 4    | 15   | 0.27  | 416         | 462         | 0.9         |
| Legenda: faza play-off – ćwierćfinały faza play-off – półfinały |                           |     |       |       |       |               |               |               |               |               |               |      |      |       |             |             |             |

Źródło: 
Punktacja: 3:0 i 3:1 – 3 pkt; 3:2 – 2 pkt; 2:3 – 1 pkt; 1:3 i 0:3 – 0 pkt
Zasady ustalania kolejności: zob. sekcję powyżej
Uwaga: Do tabeli zostały wliczone wszystkie punkty zdobyte przez poszczególne zespoły w fazie zasadniczej.

### Grupa klasyfikacyjna

#### Tabela wyników
| Gospodarz \ Gość1 | COL | GAL | SUR |
| ----------------- | --- | --- | --- |
| Colombier Volley  | -   | 1:3 | 3:1 |
| STV St. Gallen    | 3:0 | -   | 3:1 |
| VBC Sursee        | 2:3 | 0:3 | -   |

| Gospodarz \ Gość1 | COL | GAL | SUR |
| ----------------- | --- | --- | --- |
| Colombier Volley  | -   | -   | 3:0 |
| STV St. Gallen    | 3:0 | -   | -   |
| VBC Sursee        | -   | 3:2 | -   |

#### Terminarz i wyniki spotkań
| Data                                          | Godz. | Gospodarz        | Rezultat                                | Gość             | Hala sportowa               | *       |
| --------------------------------------------- | ----- | ---------------- | --------------------------------------- | ---------------- | --------------------------- | ------- |
| 1. KOLEJKA                                    |       |                  |                                         |                  |                             |         |
| 25.01.2025                                    | 17:30 | Colombier Volley | 3:1 (20:25, 25:22, 25:18, 25:14)        | VBC Sursee       | Centre scolaire des Mûriers | [ 125 ] |
| 28.01.2025                                    | 19:30 | STV St. Gallen   | 3:0 (25:19, 25:16, 25:19)               | Colombier Volley | Alte Turnhalle Kreuzbleiche | [ 126 ] |
| 9.02.2025                                     | 16:00 | VBC Sursee       | 0:3 (19:25, 17:25, 20:25)               | STV St. Gallen   | Sporthalle Kottenmatte      | [ 127 ] |
| 11.02.2025                                    | 20:30 | VBC Sursee       | 2:3 (25:23, 25:23, 16:25, 22:25, 9:15)  | Colombier Volley | Sporthalle Kottenmatte      | [ 128 ] |
| 22.02.2025                                    | 17:30 | Colombier Volley | 1:3 (25:23, 23:25, 18:25, 19:25)        | STV St. Gallen   | Centre scolaire des Mûriers | [ 129 ] |
| 1.03.2025                                     | 18:00 | STV St. Gallen   | 3:1 (25:16, 19:25, 25:23, 25:18)        | VBC Sursee       | Alte Turnhalle Kreuzbleiche | [ 130 ] |
| 9.03.2025                                     | 16:00 | Colombier Volley | 3:0 (25:23, 25:18, 25:20)               | VBC Sursee       | Centre scolaire des Mûriers | [ 131 ] |
| 15.03.2025                                    | 18:00 | STV St. Gallen   | 3:0 (25:22, 25:22, 25:20)               | Colombier Volley | Alte Turnhalle Kreuzbleiche | [ 132 ] |
| 22.03.2025                                    | 17:00 | VBC Sursee       | 3:2 (25:20, 25:14, 28:30, 20:25, 18:16) | STV St. Gallen   | Sporthalle (Schenkon)       | [ 133 ] |
| Godziny według strefy czasowej UTC+1. Źródło: |       |                  |                                         |                  |                             |         |

#### Tabela
| Lp. | Drużyna          | Pkt | Mecze | Mecze | Mecze | Rodzaj wyniku | Rodzaj wyniku | Rodzaj wyniku | Rodzaj wyniku | Rodzaj wyniku | Rodzaj wyniku | Sety | Sety | Sety  | Małe punkty | Małe punkty | Małe punkty |
| Lp. | Drużyna          | Pkt | M     | W     | P     | 3:0           | 3:1           | 3:2           | 2:3           | 1:3           | 0:3           | wyg. | prz. | stos. | zdob.       | str.        | stos.       |
| --- | ---------------- | --- | ----- | ----- | ----- | ------------- | ------------- | ------------- | ------------- | ------------- | ------------- | ---- | ---- | ----- | ----------- | ----------- | ----------- |
| 1   | STV St. Gallen   | 27  | 6     | 5     | 1     | 3             | 2             | 0             | 1             | 0             | 0             | 17   | 5    | 3.4   | 522         | 457         | 1.14        |
| 2   | Colombier Volley | 24  | 6     | 3     | 3     | 1             | 1             | 1             | 0             | 1             | 2             | 10   | 12   | 0.83  | 484         | 485         | 1           |
| 3   | VBC Sursee       | 4   | 6     | 1     | 5     | 0             | 0             | 1             | 1             | 2             | 2             | 7    | 17   | 0.41  | 491         | 555         | 0.88        |

Źródło: 
Punktacja: 3:0 i 3:1 – 3 pkt; 3:2 – 2 pkt; 2:3 – 1 pkt; 1:3 i 0:3 – 0 pkt
Zasady ustalania kolejności: zob. sekcję powyżej
Uwaga: Do tabeli zostały wliczone wszystkie punkty zdobyte przez poszczególne zespoły w fazie zasadniczej.

## Faza play-off
Godziny do 30 marca 2025 roku podane są według strefy czasowej UTC+1, a od 30 marca 2025 roku według strefy czasowej UTC+2.

### Drabinka
|  |              |                           |                           |                           |              |              |              |   |                           |                           |                           |           |           |           |           |                 |                    |                    |                    |                    |                    |                    |                    |        |        |
|  | Ćwierćfinały | Ćwierćfinały              | Ćwierćfinały              | Ćwierćfinały              | Ćwierćfinały | Ćwierćfinały | Ćwierćfinały |   |                           | Półfinały                 | Półfinały                 | Półfinały | Półfinały | Półfinały | Półfinały | Półfinały       |                    |                    | Finały             | Finały             | Finały             | Finały             | Finały             | Finały | Finały |
|  | Ćwierćfinały | Ćwierćfinały              | Ćwierćfinały              | Ćwierćfinały              | Ćwierćfinały | Ćwierćfinały | Ćwierćfinały |   |                           | Półfinały                 | Półfinały                 | Półfinały | Półfinały | Półfinały | Półfinały | Półfinały       |                    |                    | Finały             | Finały             | Finały             | Finały             | Finały             | Finały | Finały |
|  |              |                           |                           |                           |              |              |              |   |                           |                           |                           |           |           |           |           |                 |                    |                    |                    |                    |                    |                    |                    |        |        |
|  |              |                           |                           |                           |              |              |              |   |                           |                           |                           |           |           |           |           |                 |                    |                    |                    |                    |                    |                    |                    |        |        |
|  |              |                           |                           |                           |              |              |              | 1 | Volley Amriswil           | 3                         | 3                         | 3         |           |           |           |                 |                    |                    |                    |                    |                    |                    |                    |        |        |
|  |              |                           |                           |                           |              |              |              | 1 | Volley Amriswil           | 3                         | 3                         | 3         |           |           |           |                 |                    |                    |                    |                    |                    |                    |                    |        |        |
|  | 3            | Chênois Genève Volleyball | Chênois Genève Volleyball | Chênois Genève Volleyball | 3            | 3            | [6]          | 4 | Volley Näfels             | 2                         | 2                         | 0         |           |           |           |                 |                    |                    |                    |                    |                    |                    |                    |        |        |
|  | 3            | Chênois Genève Volleyball | Chênois Genève Volleyball | Chênois Genève Volleyball | 3            | 3            | [6]          | 4 | Volley Näfels             | 2                         | 2                         | 0         |           |           |           |                 |                    |                    |                    |                    |                    |                    |                    |        |        |
|  | 6            | TSV Jona Volleyball       | TSV Jona Volleyball       | TSV Jona Volleyball       | 0            | 0            | [0]          |   |                           |                           |                           |           |           |           | 1         | Volley Amriswil | 3                  | 3                  | 3                  |                    |                    |                    |                    |        |        |
|  | 6            | TSV Jona Volleyball       | TSV Jona Volleyball       | TSV Jona Volleyball       | 0            | 0            | [0]          |   |                           |                           |                           |           |           |           | 1         | Volley Amriswil | 3                  | 3                  | 3                  |                    |                    |                    |                    |        |        |
|  |              |                           |                           |                           |              |              |              |   |                           | 2                         | Volley Schönenwerd        | 0         | 0         | 2         |           |                 |                    |                    |                    |                    |                    |                    |                    |        |        |
|  |              |                           |                           |                           |              |              |              |   |                           | 2                         | Volley Schönenwerd        | 0         | 0         | 2         |           |                 |                    |                    |                    |                    |                    |                    |                    |        |        |
|  |              |                           |                           |                           |              |              |              | 2 | Volley Schönenwerd        | 3                         | 2                         | 3         | 3         |           |           |                 |                    |                    |                    |                    |                    |                    |                    |        |        |
|  |              |                           |                           |                           |              |              |              | 2 | Volley Schönenwerd        | 3                         | 2                         | 3         | 3         |           |           |                 |                    |                    |                    |                    |                    |                    |                    |        |        |
|  | 4            | Volley Näfels             | Volley Näfels             | Volley Näfels             | 3            | 3            | [5]          | 3 | Chênois Genève Volleyball | 0                         | 3                         | 1         | 1         |           |           |                 | Mecze o 3. miejsce | Mecze o 3. miejsce | Mecze o 3. miejsce | Mecze o 3. miejsce | Mecze o 3. miejsce | Mecze o 3. miejsce | Mecze o 3. miejsce |        |        |
|  | 4            | Volley Näfels             | Volley Näfels             | Volley Näfels             | 3            | 3            | [5]          | 3 | Chênois Genève Volleyball | 0                         | 3                         | 1         | 1         |           |           |                 | Mecze o 3. miejsce | Mecze o 3. miejsce | Mecze o 3. miejsce | Mecze o 3. miejsce | Mecze o 3. miejsce | Mecze o 3. miejsce | Mecze o 3. miejsce |        |        |
|  | 5            | Lausanne UC               | Lausanne UC               | Lausanne UC               | 0            | 2            | [1]          |   |                           |                           |                           |           |           |           |           |                 |                    |                    |                    |                    |                    |                    |                    |        |        |
|  | 5            | Lausanne UC               | Lausanne UC               | Lausanne UC               | 0            | 2            | [1]          |   |                           |                           |                           |           |           |           |           |                 |                    |                    |                    |                    |                    |                    |                    |        |        |
|  |              |                           |                           |                           |              |              |              | 3 | Chênois Genève Volleyball | Chênois Genève Volleyball | Chênois Genève Volleyball | 0         | 0         |           |           |                 |                    |                    |                    |                    |                    |                    |                    |        |        |
|  |              |                           |                           |                           |              |              |              | 3 | Chênois Genève Volleyball | Chênois Genève Volleyball | Chênois Genève Volleyball | 0         | 0         |           |           |                 |                    |                    |                    |                    |                    |                    |                    |        |        |
|  | 4            | Volley Näfels             | Volley Näfels             | Volley Näfels             | 3            | 3            |              |   |                           |                           |                           |           |           |           |           |                 |                    |                    |                    |                    |                    |                    |                    |        |        |
|  | 4            | Volley Näfels             | Volley Näfels             | Volley Näfels             | 3            | 3            |              |   |                           |                           |                           |           |           |           |           |                 |                    |                    |                    |                    |                    |                    |                    |        |        |

|  |                    |                     |   |   |  |
|  | Mecze o 5. miejsce |                     |   |   |  |
|  |                    |                     |   |   |  |
|  |                    |                     |   |   |  |
|  |                    |                     |   |   |  |
|  | 5                  | Lausanne UC         | 3 | 3 |  |
|  | 5                  | Lausanne UC         | 3 | 3 |  |
|  | 6                  | TSV Jona Volleyball | 1 | 0 |  |
|  | 6                  | TSV Jona Volleyball | 1 | 0 |  |
|  |                    |                     |   |   |  |

Uwagi: W nawiasach kwadratowych podana jest liczba punktów zdobytych przez daną drużynę w dwumeczu.

### Ćwierćfinały
Format: dwumecz z ewentualnym złotym setem
Punktacja: 3:0 i 3:1 – 3 pkt; 3:2 – 2 pkt; 2:3 – 1 pkt; 1:3 i 0:3 – 0 pkt
| Data                          | Godz.                         | Gospodarz                     | Rezultat                                | Gość                      | Hala sportowa              | *                       |
| ----------------------------- | ----------------------------- | ----------------------------- | --------------------------------------- | ------------------------- | -------------------------- | ----------------------- |
| Chênois Genève Volleyball (3) | Chênois Genève Volleyball (3) | Chênois Genève Volleyball (3) | 6 – 0                                   | (6) TSV Jona Volleyball   | (6) TSV Jona Volleyball    | (6) TSV Jona Volleyball |
| 27.02.2025                    | 19:30                         | TSV Jona Volleyball           | 0:3 (24:26, 20:25, 23:25)               | Chênois Genève Volleyball | Sporthalle Grünfeld        | [ 134 ]                 |
| 1.03.2025                     | 17:30                         | Chênois Genève Volleyball     | 3:0 (25:22, 25:21, 25:15)               | TSV Jona Volleyball       | Centre Sportif Sous-Moulin | [ 135 ]                 |
| Volley Näfels (4)             | Volley Näfels (4)             | Volley Näfels (4)             | 5 – 1                                   | (5) Lausanne UC           | (5) Lausanne UC            | (5) Lausanne UC         |
| 26.02.2025                    | 19:30                         | Lausanne UC                   | 0:3 (21:25, 18:25, 18:25)               | Volley Näfels             | Centre sportif de Dorigny  | [ 136 ]                 |
| 1.03.2025                     | 17:00                         | Volley Näfels                 | 3:2 (25:21, 20:25, 28:30, 25:16, 15:12) | Lausanne UC               | Linthhalle                 | [ 137 ]                 |
| Źródło:                       |                               |                               |                                         |                           |                            |                         |

### Mecze o 5. miejsce
Format: do dwóch zwycięstw
| Data            | Godz.           | Gospodarz           | Rezultat                         | Gość                    | Hala sportowa             | *                       |
| --------------- | --------------- | ------------------- | -------------------------------- | ----------------------- | ------------------------- | ----------------------- |
| Lausanne UC (5) | Lausanne UC (5) | Lausanne UC (5)     | 2 – 0                            | (6) TSV Jona Volleyball | (6) TSV Jona Volleyball   | (6) TSV Jona Volleyball |
| 9.03.2025       | 17:30           | TSV Jona Volleyball | 1:3 (25:27, 14:25, 25:23, 27:29) | Lausanne UC             | Sporthalle Grünfeld       | [ 139 ]                 |
| 15.03.2025      | 17:30           | Lausanne UC         | 3:0 (25:20, 25:20, 25:16)        | TSV Jona Volleyball     | Centre sportif de Dorigny | [ 140 ]                 |
| Źródło:         |                 |                     |                                  |                         |                           |                         |

### Półfinały
Format: do trzech zwycięstw
| Data                   | Godz.                  | Gospodarz                 | Rezultat                                | Gość                          | Hala sportowa                 | *                             |
| ---------------------- | ---------------------- | ------------------------- | --------------------------------------- | ----------------------------- | ----------------------------- | ----------------------------- |
| Volley Amriswil (1)    | Volley Amriswil (1)    | Volley Amriswil (1)       | 3 – 0                                   | (4) Volley Näfels             | (4) Volley Näfels             | (4) Volley Näfels             |
| 9.03.2025              | 16:00                  | Volley Amriswil           | 3:2 (23:25, 25:19, 25:21, 21:25, 15:8)  | Volley Näfels                 | Sporthalle Tellenfeld B       | [ 142 ]                       |
| 15.03.2025             | 17:00                  | Volley Näfels             | 2:3 (25:23, 28:26, 16:25, 19:25, 13:15) | Volley Amriswil               | Linthhalle                    | [ 143 ]                       |
| 22.03.2025             | 17:00                  | Volley Amriswil           | 3:0 (25:18, 28:26, 25:12)               | Volley Näfels                 | Sporthalle Tellenfeld B       | [ 144 ]                       |
| Volley Schönenwerd (2) | Volley Schönenwerd (2) | Volley Schönenwerd (2)    | 3 – 1                                   | (3) Chênois Genève Volleyball | (3) Chênois Genève Volleyball | (3) Chênois Genève Volleyball |
| 9.03.2025              | 16:00                  | Volley Schönenwerd        | 3:0 (25:18, 25:22, 25:13)               | Chênois Genève Volleyball     | Betoncoupe Arena              | [ 145 ]                       |
| 9.03.2025              | 16:00                  | Chênois Genève Volleyball | 3:2 (18:25, 25:21, 25:18, 18:25, 17:15) | Volley Schönenwerd            | Centre Sportif Sous-Moulin    | [ 146 ]                       |
| 22.03.2025             | 17:30                  | Volley Schönenwerd        | 3:1 (20:25, 25:17, 25:22, 32:30)        | Chênois Genève Volleyball     | Betoncoupe Arena              | [ 147 ]                       |
| 26.03.2025             | 20:00                  | Chênois Genève Volleyball | 1:3 (25:22, 21:25, 24:26, 21:25)        | Volley Schönenwerd            | Centre Sportif Sous-Moulin    | [ 148 ]                       |
| Źródło:                |                        |                           |                                         |                               |                               |                               |

### Mecze o 3. miejsce
Format: do dwóch zwycięstw
| Data                          | Godz.                         | Gospodarz                     | Rezultat                  | Gość                      | Hala sportowa              | *                 |
| ----------------------------- | ----------------------------- | ----------------------------- | ------------------------- | ------------------------- | -------------------------- | ----------------- |
| Chênois Genève Volleyball (3) | Chênois Genève Volleyball (3) | Chênois Genève Volleyball (3) | 0 – 2                     | (4) Volley Näfels         | (4) Volley Näfels          | (4) Volley Näfels |
| 12.04.2025                    | 17:30                         | Chênois Genève Volleyball     | 0:3 (21:25, 20:25, 25:27) | Volley Näfels             | Centre Sportif Sous-Moulin | [ 150 ]           |
| 19.04.2025                    | 18:00                         | Volley Näfels                 | 3:0 (25:17, 25:17, 26:24) | Chênois Genève Volleyball | Linthhalle                 | [ 151 ]           |
| Źródło:                       |                               |                               |                           |                           |                            |                   |

### Finały
Format: do trzech zwycięstw
| Data                | Godz.               | Gospodarz           | Rezultat                                | Gość                   | Hala sportowa           | *                      |
| ------------------- | ------------------- | ------------------- | --------------------------------------- | ---------------------- | ----------------------- | ---------------------- |
| Volley Amriswil (1) | Volley Amriswil (1) | Volley Amriswil (1) | 3 – 0                                   | (2) Volley Schönenwerd | (2) Volley Schönenwerd  | (2) Volley Schönenwerd |
| 11.04.2025          | 19:00               | Volley Amriswil     | 3:0 (27:25, 26:24, 25:17)               | Volley Schönenwerd     | Sporthalle Tellenfeld B | [ 153 ]                |
| 16.04.2025          | 19:00               | Volley Schönenwerd  | 0:3 (23:25, 19:25, 17:25)               | Volley Amriswil        | Betoncoupe Arena        | [ 154 ]                |
| 23.04.2025          | 19:00               | Volley Amriswil     | 3:2 (25:22, 25:17, 28:30, 22:25, 15:11) | Volley Schönenwerd     | Sporthalle Tellenfeld B | [ 155 ]                |
| Źródło:             |                     |                     |                                         |                        |                         |                        |

## Klasyfikacja końcowa
| Poz. | Drużyna                   | Uwagi                              |
| 1.   | Volley Amriswil           | prawo udziału w el. Ligi Mistrzów  |
| 2.   | Volley Schönenwerd        | prawo udziału w Pucharze CEV       |
| 3.   | Volley Näfels             | prawo udziału w Pucharze CEV       |
| 4.   | Chênois Genève Volleyball | prawo udziału w Pucharze Challenge |
| 5.   | Lausanne UC               | prawo udziału w Pucharze Challenge |
| 6.   | TSV Jona Volleyball       |                                    |
| 7.   | STV St. Gallen            |                                    |
| 8.   | Colombier Volley          |                                    |
| 9.   | VBC Sursee                |                                    |